# ХК Алба волан
ХК Алба волан или Сапа Фехервар АВ 19 је мађарски хокејашки клуб из Столног Београда. Утакмице као домаћин игра у Леденој дворани Габор Очкај, капацитета 3600 места. Клуб се тренутно такмичи у аустријској ЕБЕЛ лиги.

## Историја
Хокеј се у граду игра од 1977. године када је изграђено клизалиште, па се тадашњи Будапести волан преселио из главног града Мађарске. Прва титула се бележи већ 1981. године, у то време у клубу су углавном играли играчи из Будимпеште.
На први трофеј чекало се до 1999. када је у финалу савладан тадашњи првак Дунафер. Две године после освојена је и друга титула, опет против Дунафера. Од 2003. године па до 2012., Алба је освојила десет узастопних титула првака Мађарске. У времену своје доминације у Мађарском првенству, Алба је наступала и у Интерлиги где је у конкуренцији најбољих клубова из Словеније, Мађарске и Хрватске два пута освајала титулу победника лиге. Од 2007. године се такмиче у аустријској ЕБЕЛ лиги. У својој премијерној сезони били су убедљиво последњи, а сезону касније (2008/09.) завршили су на деветом месту.
Након што је мађарски хокејаш Габор Очкаи изненада преминуо крајем сезоне 2008/09., У његову почаст је повучен његов дрес са бројем 19, и стављен у ново име клуба-Сапа Фехервар АВ 19. Дворана у којој Алба Волан игра утакмице преименована је у Ледена дворана Габора Очкаија. Алба је у првој сезони под новим именом изборила плеј оф као шестопласирани тим првенства, али су испали испали већ у четвртфиналу од аустријског представника Виена Капиталса.
У сезони 2010/11. Алба је у ЕБЕЛ лиги освојила девето место и није успела да се пласира у плеј оф. Следеће сезоне након годину дана паузе екипа је поново изборила наступ у плеј-офу пошто је у регуларном делу освојила 3 место. Али и овог пута нису успели да се пласирају у полуфинале пошто је од њих била боља словеначка Олимпија са 4:2 у победама. Сезона 2012/13. је била веома лоша, јер је Алба освојила претпоследње, 11 место.

## Дворана
Алба своје утакмице игра у Леденој дворани Габор Очкај капацитета 3.500 места. Дворана је отворена 1977. године, а данашњи назив је добила по Албином играчу Габору Очкају који је преминуо 2009. године.

## Трофеји
- Хокејашка лига Мађарске:
  - Првак (13) : 1980/81, 1998/99, 2000/01, 2002/03, 2003/04, 2004/05, 2005/06, 2006/07, 2007/08, 2008/09, 2009/10, 2010/11, 2011/12,